# Cordylochernes fallax
Cordylochernes fallax es una especie de arácnido del orden Pseudoscorpionida de la familia Chernetidae.

## Distribución geográfica
Se encuentra en México.